# Megan Tapper
Megan Tapper   (Kingston, 18 de març de 1994) és una atleta jamaicana especialitzada en la prova dels 100 metres tanques. Ha participat en 1 Olimpíada guanyant la medalla de bronze als Jocs Olímpics de Tòquio 2020. A més ha guanyat una medalla de bronze als Jocs Panamericans de Lima 2019.
Va representar al seu país en els 2016 aconseguint les semifinals i en el campionat del Món d'atletisme de 2017 a Londres, on va arribar a les semifinals. El 2018, va competir en els jocs de la Commonwealth finalitzant setena en la final. El 2019, va ser membre del relleu de llançadora jamaicana en Yokohama, el Japó, així com de l'equip a Doha, Qatar en els campionats mundials on va fer la final en els obstacles de 100 m.
El 2021, va representar Jamaica en els Jocs Olímpics d'Estiu de 2020 de Tòquio. aconseguint la seva millor marca en els 100 metres tanques amb 12:53 i aconseguint la medalla de bronze.

## Marques personals
| Disciplina   | Marca | Vent | Seu      | Data                |
| ------------ | ----- | ---- | -------- | ------------------- |
| 100m tanques | 12.44 | +0.6 | Kingston | 8 de juliol de 2023 |

## Trajectòria professional
| Jocs Olímpics     | Jocs Olímpics  | Jocs Olímpics | Jocs Olímpics |
| Any               | Seu            | Posició       | Prova         |
| ----------------- | -------------- | ------------- | ------------- |
| 2016              | Rio de Janeiro | 14a posició   | 100m tanques  |
| 2020              | Tòquio         | 3             | 100m tanques  |
| Campionat del Món |                |               |               |
| 2017              | Londres        | 11a posició   | 100m tanques  |
| 2019              | Doha           | DNF (Final)   | 100m tanques  |
| 2022              | Eugene         | 9a posició    | 100m tanques  |
| 2023              | Budapest       | 9a posició    | 100m tanques  |